# Charles Kingsford Smith
Charles Kingsford Smith, född 9 februari 1897, död 8 november 1935, var en australisk flygare.
Charles Kingsford Smith flög 1928 Francisco-Brisbane 12.500 kilometer på 81 timmar och 7 minuter. Andra bemärkta flygningar av honom var Australien-Storbritannien 1929, en flygning över Atlanten från öst till väst 1930, ett nytt tidsrekord i snabbaste flygningen Storbritannien-Australien 1930 och en flygning över Stilla havet från Australien till Kalifornien 1934. Kingsford Smith var den första som flög två gånger över Stilla havet, en gång i vardera riktningen och den förste som flög jorden runt med direktflygning över Atlanten och Stilla havet.